# Neodiplothele leonardosi
Neodiplothele leonardosi är en spindelart som beskrevs av Cândido Firmino de Mello-Leitão 1939. 
Neodiplothele leonardosi ingår i släktet Neodiplothele och familjen Barychelidae. Inga underarter finns listade i Catalogue of Life.